# メポリズマブ
メポリズマブ（Mepolizumab）はインターロイキン-5（IL-5）に対するヒト化モノクローナル抗体である。商品名ヌーカラ(グラクソ・スミスクライン製造販売)。ヌーカラの剤形は皮下注射のみであり、ペン、シリンジ、バイアルの３通りの製剤が存在する。重症好酸球性気管支喘息、アトピー性皮膚炎、特発性好酸球増加症候群（HES）、好酸球性食道炎（EoE）、鼻茸、好酸球性多発血管炎性肉芽腫症（EGPA）（チャーグ・ストラウス症候群）、慢性閉塞性肺疾患（COPD）に対して有効である。重症好酸球性気管支喘息に対する第三相臨床試験は2014年に完了した。

## 効能・効果
日本で承認されている効能・効果は、「気管支喘息（既存治療によっても喘息症状をコントロールできない難治の患者に限る）」および「既存治療で効果不十分な好酸球性多発血管炎性肉芽腫症」である。

## 副作用
治験では副作用は23%に見られ、その主なものは、注射部位反応（8%）、頭痛（5%）、過敏症（2%）であった。
重大な副作用は2016年6月時点では設定されていない。

## 作用機序
ヒトインターロイキン-5（IL-5）に特異的に結合し、好酸球の細胞表面に発現しているIL-5受容体α鎖へのIL-5結合を阻害して、好酸球の増殖を抑制する。

## 承認取得状況
2015年11月、米国で12歳以上の好酸球性重症喘息のメンテナンス治療について他の喘息治療薬との併用を条件に承認された。
2015年12月には、欧州委員会がEU地域内での 成人の重症難治性喘息に対する上乗せ治療薬として販売を承認した。
2016年3月、日本で成人と12歳以上の小児の気管支喘息（既存治療によっても喘息症状をコントロールできない難治の患者に限る）について製造販売が承認された。
2018年5月25日、日本で成人に対し、「既存治療で効果不十分な好酸球性多発血管炎性肉芽腫症」の効能・効果で適応追加の承認を取得した。